# Tik Jeniak
Tik Jeniak is een bestuurslaag in het regentschap Lebong van de provincie Bengkulu, Indonesië. Tik Jeniak telt 980 inwoners (volkstelling 2010).